# Friona lepida
Friona lepida là một loài tò vò trong họ Ichneumonidae.